# De la démocratie en Amérique
De la démocratie en Amérique (publié en deux livres, le premier le 23 janvier 1835, le second le 24 avril 1840) est un essai écrit en français par Alexis de Tocqueville sur les États-Unis des années 1830, dans lequel il décrit puis analyse le système politique américain, et expose ce qu'il considère comme les possibles dérives liberticides de la passion de l'égalité chez les Hommes.

## Le voyage de Tocqueville en Amérique
En 1831, Alexis de Tocqueville et Gustave de Beaumont, magistrats, furent envoyés par le gouvernement français pour enquêter sur le système carcéral américain. Arrivés à New York en mai, ils passèrent dix mois en voyageant à travers les États-Unis, observant non seulement les prisons, mais plusieurs aspects de la société américaine, y compris l'économie et la politique. Alexis de Tocqueville rencontra le procureur général de l'État de Louisiane, Étienne Mazureau, qui lui fournit un certain nombre de données sociologiques, démographiques et linguistiques.
Alexis de Tocqueville et Gustave de Beaumont séjournèrent aussi brièvement au Canada, passant quelques jours pendant l'été de 1831 dans le Bas-Canada et dans le Haut-Canada, les provinces qui devinrent le Québec et l'Ontario d'aujourd'hui.
Après être retournés en France en février 1832, tous deux soumirent leur rapport en 1833 sur le système carcéral américain qui s'intitula Du système pénitentiaire aux États-Unis et de son application en France. Beaumont écrivit ensuite un roman sur les relations raciales aux États-Unis. En revanche, Tocqueville, qui était fasciné par la politique américaine, écrivit un traité d'analyse politique et sociale, De la démocratie en Amérique. L'œuvre de Tocqueville deviendra la plus influente des deux.

## Résumé
De la démocratie en Amérique  est d'abord et avant tout une analyse sur la démocratie représentative républicaine, et de ses formes particulières aux États-Unis.
L'œuvre se divise en deux tomes distincts, publiés l'un en 1835, l'autre en 1840. Dans son introduction au premier tome, Tocqueville annonçait d'ailleurs qu'il renonçait au second tome (décision sur laquelle, de toute évidence, il dut revenir). Le premier tome est une analyse descriptive de la démocratie aux États-Unis. Il traite de l'impulsion que le mouvement démocratique donne à la forme du gouvernement, aux lois et à la vie politique – c'est-à-dire à la démocratie comme structure politique. Le second tome est une réflexion sur les formes particulières de la démocratie américaine. Cette réflexion s'élargit à des considérations générales sur la démocratie, notamment le risque de tyrannie de la majorité. L'œuvre traite de l'influence que la démocratie exerce sur la société civile, c'est-à-dire sur les mœurs, les idées et la vie intellectuelle.
Tocqueville spécula sur le futur de la démocratie aux États-Unis, et sur des dangers potentiels « à la démocratie » ainsi que des dangers « de la démocratie ». Il écrivit de la démocratie qu'elle a une tendance à dégénérer en ce qu'il décrivit comme « le despotisme mou ». Il observa aussi que le seul rôle que put jouer la religion était dû à sa séparation du gouvernement, permettant un pays laïc convenant aux deux parties.

## Réception
De la démocratie en Amérique a connu de nombreuses éditions au XIXe siècle. Elle rencontra un vif succès en Europe ainsi qu'aux États-Unis, devenant au XXe siècle un classique de la politique, de la sociologie, de la philosophie et de l'histoire. Il faut toutefois noter qu'au tournant du XIXe siècle et du XXe siècle, l'ouvrage n'était plus guère lu, bien que toujours présent dans la mémoire collective. Ce n'est qu'à partir des années 1930 qu'il a connu un véritable regain de faveur et qu'il s'est imposé comme un classique.
L'aspect visionnaire de cette œuvre a marqué les esprits. De fait Tocqueville a prédit plusieurs événements qui se sont réalisés au fil du temps. Ainsi de la question de l'abolition de l'esclavage qui allait déchirer les États-Unis au cours de la Guerre de Sécession (1861-65); de la disparition des nations indiennes (« Je crois que la race indienne de l’Amérique du Nord est condamnée à périr, et je ne puis m’empêcher de penser que le jour où les Européens se seront établis sur les bords de l’océan Pacifique, elle aura cessé d’exister »); de l'émergence des États-Unis et de la Russie comme super-puissances, menant à une bipolarisation (situation que le monde connaîtra sous le nom de guerre froide), du rôle croissant de l'administration dans la vie des citoyens, comme conséquence de l'exigence d'égalité de ceux-ci, ou bien encore du renoncement des citoyens à leur liberté au profit d'une plus grande égalité, comme cela eut lieu au XXe siècle dans les sociétés totalitaires. Plus discutable peut être sa prédiction de la violence entre les partis politiques et du jugement des sages par les ignorants.
De fait la démocratie américaine comportait, selon Tocqueville, des faiblesses potentielles : le despotisme populaire, la tyrannie de la majorité, l'absence de la liberté intellectuelle, faiblesses conduisant à la dégradation de l'administration et occasionnant la chute de la politique bénéfique, de l'éducation et des belles-lettres. Notons que si De la démocratie en Amérique fut rapidement reconnue comme une œuvre majeure par nombre de commentateurs, elle fut aussi critiquée pour certaines lacunes : ainsi de la quasi absence de la mention de la pauvreté dans les grandes villes (même si l'on peut faire valoir que dans les années 1830, au moment où Tocqueville rédigeait son livre, la pauvreté n'était pas aussi répandue ni aussi critique qu'elle le devint plus tard dans les villes américaines), et d'une façon plus générale de l'impasse faite par l'auteur sur la question sociale.

## Analyse de l’oeuvre

### Organisation politique
En Nouvelle-Angleterre (Est de l'Hudson), les Anglo-Américains ont fondé une nouvelle société égalitaire dépourvu des principes aristocratiques. En particulier, l'héritage du père à l'aîné est remplacé par un partage équitable parmi tous les enfants. Au Sud-Ouest de l'Hudson, les grands propriétaires ont importé les lois aristocratiques comme les lois successorales anglaises où la terre se transmet du père à l'aîné afin de conserver l'emprise d'un nom sur un territoire. Enfin, au Sud de l'Hudson, une troisième organisation politique basée sur l'esclavage et qui n'est pas tout à fait aristocratique voit le jour. Ce sont ces riches propriétaires du Sud qui ont commencé à concentrer l'action politique, et qui ont contribué à la Révolution américaine. Tocqueville mentionne que le Maryland a été le premier État à revendiquer le suffrage universel et, par conséquent, a introduit un gouvernement démocratique. Il explique aussi qu'une fois initiées, les forces de la démocratie sont incapables d'être arrêtées et que, finalement, ces forces tendent à arriver au suffrage universel.
Tocqueville mentionne son admiration envers l'organisation politique américaine, particulièrement pour les townships étant donné que la politique est gouvernée par le peuple. Comme les colonies devaient suivre la loi de leur mère patrie, elles se réduisirent bientôt à s'engager dans les townships, ce qui rendit, plus tard, possible le dogme de la souveraineté. La commune, située en taille entre celle d'un quartier et de la commune de France, était la taille idéale pour permettre à tous les habitants de partager les mêmes intérêts. A ce dernier point, il attribue la bonne administration. Chaque commune avait son représentant, ceux-là étaient appelés selectmen qui, bien qu'ayant une certaine autonomie pour prendre de petites décisions, devaient les prendre en se concentrant sur la volonté populaire.
« En France, le gouvernement prête ses agents au township. En Amérique, le township le prête au gouvernement ». De cette façon, il a comparé la différence entre la monarchie en France et la démocratie en Amérique. Au sein des townships, croyait-il, les gens ont trouvé l'indépendance et le pouvoir qui à long terme permettent l'ordre et la tranquillité, car savoir que chaque habitant travaille au bien-être commun. La centralisation, a-t-il estimé, pourrait être bonne pour maintenir le statu quo, mais elle a aussi de mauvaises conséquences, par exemple, elle habitue les gens à résoudre tous les aspects de la vie sociale et, par conséquent, leur fait manquer d'indépendance et de propriété. Un avantage des effets politiques de l'organisation américaine est que les gens ont le sentiment de faire partie de quelque chose pour le bien commun.
Après la guerre d'indépendance, il y a eu une division des partis : le parti fédéral, désireux de restreindre le pouvoir populaire, et le parti républicain, épris de liberté. L'auteur mentionne que, bien que les gens aient beaucoup d'influence sur leurs lois et leur organisation, les affaires extérieures de l'État étaient hors de leur portée, car les intérêts extérieurs étaient placés entre les mains du président et du Sénat. Ainsi il considérait important que ceux qui représentent le peuple aient les mêmes intérêts qu'eux, afin que ces représentants veillent à la prospérité commune. Contrairement aux États où règne la démocratie, dans le cas des aristocraties, les aristocrates ne recherchent que leurs propres intérêts et leur prospérité, pas celui du peuple.
Il note que dans certains pays, en raison du manque de participation du peuple aux affaires de l'État, les citoyens ne conservent que les droits que la loi leur accorde. Cependant, en Amérique, les citoyens ne s'enferment pas dans leurs affaires personnelles, ce faisant, ils se sentiraient malheureux. Tocqueville note que malgré le fait qu'il est bon pour les citoyens d'avoir une pleine liberté, il y a peu ou pas de garantie contre la tyrannie. De plus, il a affirmé que si la centralisation gouvernementale était présente en Amérique, la centralisation administrative était introuvable. « Ainsi, en chargeant les citoyens de l'administration des petites affaires, bien plus qu'en leur laissant le gouvernement d’un grande, on les intéresse au bien public et on leur fait voir le besoin qu'ils ont constamment les uns des autres pour le produire».
Tocqueville a rendu important le fait qu'ils avaient un État et une constitution démocratiques, néanmoins, les Américains n'ont pas eu de révolution démocratique. Il considérait aussi les mœurs comme une des grandes causes générales auxquelles pouvait être attribué le maintien d'une république démocratique aux États-Unis. Il affirme que, bien qu'il y ait eu beaucoup des religions présentes aux États-Unis, les citoyens étaient tous d'accord sur le devoir des hommes les uns envers les autres, ce qui les a maintenu ensemble à travers les changements continus de leurs autorités. Bien que la religion ne se mélange pas entièrement au gouvernement, elle leur a permis de faciliter l'utilisation de la liberté, donc elle pouvait être considérée comme une institution politique, pensait-il.

### L'importance de l'association politique
Tocqueville croyait que le droit d'association était une liberté individuelle et que les hommes plus éclairés voulaient rarement s'engager dans les affaires publiques. « Il n'y a pas de pays où les associations sont plus nécessaires pour empêcher le despotisme des partis ou l'arbitraire du prince que ceux où l'État social est démocratique ». À l'inverse de l'Angleterre ou de la France, en Amérique existaient différentes associations pour gérer diverses questions qui, dans les monarchies, étaient laissées uniquement au gouvernement ou à un lord.
Les journaux, considérait-il, jouaient un rôle essentiel dans la création et le maintien de ces associations. Les journaux permettaient de déposer la même idée dans plusieurs esprits en même temps. Les associations civiles permettaient la création d'associations politiques et, en même temps, les associations politiques protégeaient les associations civiles, cependant les premières pouvaient être conservées seules. Regarder vers l'avenir permet un meilleur fonctionnement de la société démocratique ; par exemple, a-t-il dit, la religion, même qui recherche de l'avenir, a joué un rôle important dans la démocratie américaine.
La plupart des Américains étaient contre les révolutions parce qu'ils voyaient combien peu ils pouvaient gagner et combien beaucoup ils pouvaient perdre dans une révolution. Il considérait également difficile d'encourager les hommes à en créer une, car, en raison de l'égalité, il pensait qu'il était difficile pour quelqu'un de mettre une idée dans l'esprit de quelqu'un d'autre.

### Loi
Il considérait que les sanctions judiciaires devaient être considérées comme un moyen d'administration et que les lois avaient une grande influence sur le cours des affaires humaines. Par exemple, la législation anglaise sur la transmission des biens a été abolie dans presque tous les États à l'époque de la Révolution, ce qui a eu un impact sur la vie des riches propriétaires qui les transmettaient aux membres de la famille et créaient des grands domaines.
Le compté ('county' en anglais) était le premier centre judiciaire ; il n'y avait pas de hiérarchie constitutionnelle, l'administration était décentralisée et les juges de paix étaient ceux qui administraient l'existence sociale. La cour des sessions se réunissait deux fois par an au siège du comté et le pouvoir législatif de l'État était divisé en deux : le Sénat et la Chambre des représentants. À propos de ceux-ci, il a vu quelque chose qui a attiré son attention ; l'élection de la Chambre des représentants était directe, tandis que celle du Sénat s'est déroulée en deux étapes différentes. Le pouvoir exécutif de l'État avait pour représentant le gouverneur, qui était également commandant de la milice et chef des forces armées.
L'un des avantages que l'auteur a vu dans les gouvernements aristocratiques est que ceux qui gouvernent sont moins enclins à se corrompre, tandis que, d'un autre côté, les gens dans les démocraties sont plus faciles à corrompre pour de l'argent. Un inconvénient qu'il a vu dans la démocratie américaine était que, étant donné que le peuple fait la loi, les citoyens ont préféré ne pas condamner certaines actions qui ont été commises souvent afin d'éviter de recevoir eux-mêmes une sanction.
L'auteur insiste sur le rôle important des avocats à travers les mouvements politiques de l'histoire. D'un côté, au Moyen  Age, ils contribuent au maintien de la domination des rois ; il a déclaré qu'en Angleterre ils aidaient l'aristocratie, alors qu'en France l'aristocratie et les avocats étaient considérés comme des ennemis. Dans les démocraties, a-t-il dit, les gens font confiance aux avocats parce qu'ils savent qu'ils partagent les mêmes intérêts et peuvent donc être mêlés aux éléments de leur organisation politique. Néanmoins, il critique la façon dont les avocats en Angleterre et en Amérique sont considérés comme supérieurs aux autres hommes ; il a dit que la loi basée sur des précédents donne l'impression que les avocats interprétaient une science inconnue au reste de la population. Quant au jury, il a estimé que bien qu'il puisse se mêler aux éléments de la démocratie, il place la direction de la société entre les mains d'un petit groupe.

### Éducation
En Amérique, tout le monde avait accès à l'enseignement primaire, cependant, il était plus difficile d'accéder à l'enseignement supérieur. La raison en était la prédominance des gens de la classe moyenne contre une petite quantité de gens riches ; par conséquent, les gens devaient travailler au lieu de consacrer leur temps à terminer leurs études. Il pensait que la population de l'Amérique était placée entre deux extrêmes : une partie savante et éclairée et une partie ignorante.
« C'est en participant à la législation que l'Américain apprend à connaître les lois, en gouvernant qu'il s'instruit dans les formes de gouvernement ». Compte tenu de l'égalité que les Américains percevaient entre eux, il n'y avait aucune possibilité pour eux de considérer les idées de quelqu'un d'autre comme supérieures ou plus proches de la vérité, alors ils ramenaient à leur propre raison individuelle.

### Égalité
Tocqueville croyait que l'égalité jouait un rôle essentiel dans la vie et l'organisation politique des Américains. La même égalité qu'ils percevaient, disait-il, faisait que personne ne pouvait exercer un pouvoir tyrannique parmi les autres, qu'il considérait comme l'idéal vers lequel la démocratie tend. Pour lui, dans les démocraties, la liberté et l'égalité étaient deux choses distinctes et les démocrates préféraient l'égalité à la liberté. « Quand l'inégalité est le droit commun d'une société, les inégalités les plus fortes ne frappent pas les yeux ; quand tout est à peu près de niveau, le moindre d'entre eux les blesse ».

### La famille en Amérique démocratique
Tocqueville a dit que, pendant l'enfance, le jeune Américain suivait les instructions du père, cependant, lorsque le jeune Américain approchait de l'âge adulte, son obéissance devenait de jour en jour plus lâche ; le père abdique sans hésiter. Cela ressemble au fonctionnement d'une démocratie, contrairement aux monarchies où le citoyen est toujours soumis à son souverain ; dans les aristocraties, les hommes se succèdent et les enfants et le père ne sont jamais au même niveau hiérarchique. Il a découvert que les filles aux États-Unis, avant de quitter l'enfance, pensaient déjà par elles-mêmes, parlaient et agissaient librement.

## Éditions
- De la démocratie en Amérique, dans Œuvres, t. II, éd. publiée sous la direction d’André Jardin avec la collaboration de Jean-Claude Lamberti et James T. Schleifer, Paris, Gallimard, « Bibliothèque de la Pléiade », 1992, 1232 p.
- De la démocratie en Amérique, Paris, Gallimard, « Folio histoire », 1987, 2 vol., 640 et 480 p.
- De la démocratie en Amérique, suivi de Souvenirs et L'Ancien Régime et la Révolution, Paris, Robert Laffont, « Bouquins », 2012, 1180 p.